# Lactobacillus ceti
Lactobacillus ceti è una specie di batterio appartenente alla famiglia delle Lactobacillaceae.